# Lamberto Dalla Costa
Lamberto Dalla Costa (n. 14 aprilie 1920, Crespano del Grappa, Pieve del Grappa⁠(d), Veneto, Italia – d. 29 octombrie 1982, Bergamo, Italia) a fost un bober ce a reprezentat Italia, medaliat olimpic. A participat la o ediție a Jocurilor Olimpice (1956) în care a câștigat o medalie de aur.

## Participări
Lista de mai jos prezintă principalele competiții la care a participat Lamberto Dalla Costa de-a lungul carierei.
- bobsleigh at the 1956 Winter Olympics – two-man[*]